# Jewgeni Iwanowitsch Afanassenko
Jewgeni Iwanowitsch Afanassenko (russisch Евгений Иванович Афанасенко, Transliteration Jevgeniy Ivanovič Afanasenko; * 7. April 1914 in Gomel, Russisches Kaiserreich, heute: Belarus; † 13. März 1993 in Moskau) war ein sowjetischer Diplomat und Politiker der Kommunistischen Partei der Sowjetunion (KPdSU).

## Leben
Jewgeni Iwanowitsch Afanassenko wurde 1941 Soldat in der Roten Armee und nahm während des Zweiten Weltkrieges am Deutsch-Sowjetischen Krieg teil. Nach Kriegsende war er Funktionär im Parteikomitee der Oblast Frunse sowie später im Parteikomitee von Moskau. Als Nachfolger von Iwan Andrejewitsch Kairow wurde er am 28. März 1956 Bildungsminister der Russischen Sozialistischen Föderativen Sowjetrepublik (RSFSR) und bekleidete dieses Amt bis zum 4. März 1966, woraufhin Michail Alexejewitsch Prokofjew seine Nachfolge antrat. Er war des Weiteren vom 16. März 1958 bis zum 12. Juni 1966 Deputierter im Nationalitätensowjet des Obersten Sowjet der UdSSR. Auf dem XXII. Parteitag der KPdSU (17. bis 31. Oktober 1961) wurde er Kandidat des Zentralkomitees (ZK) und gehörte diesem Gremium bis zum XXIII. Parteitag (29. März bis 8. April 1966) an.
Am 1. November 1966 wurde er als erster Botschafter in Ruanda akkreditiert und blieb dort bis zu seiner Ablösung durch Grigori Wassiljewitsch Schiljakow am 24. Mai 1972. Danach erfolgte am 24. Mai 1972 seine Ernennung zum Botschafter in Volksrepublik Kongo, wo er die Nachfolge von Arkadi Wassiljewitsch Budakow antrat. Er bekleidete diese Funktion bis zum 18. September 1978 und wurde danach von Sergej Alexandrowitsch Kusnezow abgelöst. Als solcher war er vom 14. Mai 1976 bis zu seiner Ablösung durch Dmitri Alexejewitsch Djakonow am 18. September 1978 in Personalunion auch als erster Botschafter in São Tomé und Príncipe akkreditiert. Für seine langjährigen Verdienste wurde er mehrfach ausgezeichnet und erhielt unter anderem den Titel den Leninorden, den Orden des Vaterländischen Krieges II. Klasse, den Orden des Roten Sterns, den Orden des Roten Banners der Arbeit, den Orden der Völkerfreundschaft sowie das Ehrenzeichen der Sowjetunion.